# Gołymin-Ośrodek (plaats)
Gołymin-Ośrodek is een dorp in het Poolse woiwodschap Mazovië, in het district Ciechanowski. De plaats maakt deel uit van de gemeente Gołymin-Ośrodek.